# Tiridate Ier d'Arménie
Vous lisez un « bon article » labellisé en 2008.
Pour les articles homonymes, voir Titidate Ier.
Tiridate Ier (en arménien Տրդատ Ա) est un roi d'Arménie ayant régné de manière discontinue entre 53 et 72 apr. J.-C. Fils du roi parthe Vononès II, il est le premier roi arménien de la dynastie arsacide. Son règne est interrompu une première fois en 54, puis de 58 à 63. La rareté des sources, presque exclusivement romaines, fait que de nombreux aspects de son règne sont inconnus.
En 66, en vertu d'un accord entre Romains et Parthes au sujet de l'Arménie, Tiridate, frère du roi parthe Vologèse Ier, est couronné roi d'Arménie à Rome par Néron. Ses successeurs seront des princes parthes, mais leur accession au trône devra recevoir l'assentiment de Rome, faisant d'eux des vassaux à la fois des Romains et des Parthes. Plusieurs sources romaines contemporaines n'en ont pas moins considéré que Néron a ainsi de facto cédé l'Arménie aux Parthes.
Tiridate est en outre mage zoroastrien, accompagné notamment d’autres mages lors de son séjour à Rome en 66. Au début du XXe siècle, certains ont considéré qu'il aurait joué un rôle dans le développement du culte de Mithra, vu comme la version romanisée du zoroastrisme. Cette théorie a depuis lors largement été réfutée.
La date de sa naissance ainsi que celle de sa mort sont inconnues.

## Ascension
Tiridate est le fils du roi parthe Vononès II et d'une concubine grecque. Sa jeunesse, qu'il passe en Médie (gouvernée par son père au nom du roi Gotarzès II), est largement inconnue. Le nom de Tiridate signifie « donné par Tir », dieu arméno-parthe de la littérature, des sciences et des arts trouvant son origine dans le Tištrya avestique et fusionné avec l'Apollon grec.
En 51, le procurateur romain de Cappadoce, Julius Paelignus, envahit l'Arménie et ravage le pays, alors gouverné par l'Ibère Rhadamiste. Ce dernier a assassiné son oncle le roi Mithridate après avoir attiré la garnison romaine qui le protégeait hors de la forteresse de Gorneae,. Agissant sans instructions, Paelignus reconnaît toutefois Rhadamiste en tant que nouveau roi d'Arménie. Le gouverneur syrien Ummidius Quadratus (en) envoie Helvidius Priscus à la tête d'une légion avec pour mission de réparer ces outrages, mais il est en fin de compte rappelé afin de ne pas provoquer une guerre avec les Parthes.
Cependant, en 52, Vologèse Ier saisit l'occasion et envahit à son tour l'Arménie, prenant Artaxata et proclamant roi son frère cadet Tiridate. Cette action viole le traité conclu entre l'empereur romain Auguste et le roi parthe Phraatès IV, qui attribuait aux Romains le droit de désigner et de couronner les rois d'Arménie. Vologèse considère pour sa part que le trône d'Arménie était jadis la propriété de ses ancêtres, et qu'il est maintenant occupé par un usurpateur à la suite d'un crime. Mais une épidémie hivernale et une insurrection menée par son fils Vardanès l'obligent à retirer ses troupes d'Arménie, permettant à Rhadamiste de revenir et de punir les locaux en tant que traîtres ; ces derniers se révoltent et le remplacent par Tiridate au début de l'année 55. Rhadamiste s'échappe avec son épouse Zénobie, qui est enceinte. Incapable de continuer, elle lui demande de mettre fin à ses jours ; Rhadamiste s'exécute et jette son corps dans l'Araxe. Mais Zénobie n'est pas morte : recueillie par des bergers, elle est remise à Tiridate qui la traite comme un membre de la famille royale,. Quant à lui, Rhadamiste retourne en Ibérie, où il sera ultérieurement condamné à mort pour complot par son père, Pharsman Ier.

## Guerre contre Rome

L'Arménie au siècle suivant (vers 150).

Mécontent de l'influence croissante des Parthes aux portes de l'empire, Néron envoie le légat Cnaeus Domitius Corbulo à la tête d'une grande armée avec pour mission de restaurer les rois clients romains,. Aristobule de Chalcis se voit attribuer l'Arménie Mineure (Nicopolis et Satala), tandis que Sohaemus d'Émèse reçoit la Sophène (jusqu'après 60 — probablement jusqu'au traité de Rhandeia en 63, lorsqu'elle retourne à l'Arménie). Au printemps 58, Corbulo pénètre en Arménie Majeure à partir de la Cappadoce et avance en direction d'Artaxata, en même temps que Pharsman Ier attaque par le nord et qu'Antiochos IV de Commagène en fait de même par le sud-ouest. Avec l'aide de son frère, Tiridate envoie des colonnes rapides harceler les Romains ; Corbulo réplique en usant de la même tactique et en envoyant des Moschoi piller les régions périphériques arméniennes. Tiridate s'enfuit de sa capitale, que Corbulo détruit par le feu. Pendant l'été, Corbulo commence à se rapprocher de Tigranocerte via le Taron, où plusieurs de ces commandants trouvent la mort dans une embuscade ; la cité lui ouvre toutefois ses portes, à l'exception d'une des citadelles, détruite durant l'assaut qui s'ensuit. À ce moment, la majorité des Arméniens a cessé de résister et accepté le prince candidat de Rome. Néron offre la couronne au dernier descendant des rois de Cappadoce, le petit-fils de Glaphyra (fille d'Archélaos de Cappadoce) et d'Alexandre de Judée (fils d'Hérode Ier le Grand), qui adopte le nom arménien de Tigrane VI (son oncle étant Tigrane V). Néron est publiquement acclamé pour cette première victoire et Corbulo est désigné gouverneur de Syrie en récompense. Mille légionnaires, trois cohortes auxiliaires et deux ailes de cavalerie sont laissés à Tigrane afin de défendre le pays. Des territoires frontaliers sont confiés aux alliés de Rome qui ont assisté Corbulo, comme Polémon II du Pont, Pharsman, Aristobule et Antiochos.

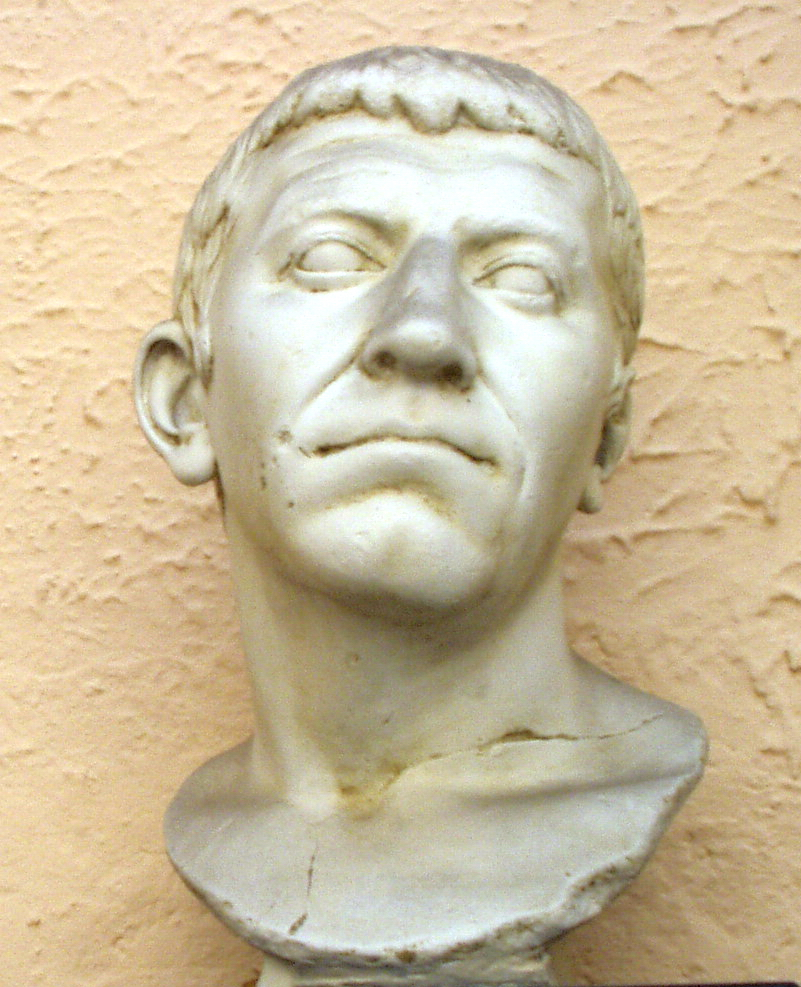
Copie d'un buste de Corbulo, Musées du Capitole.

Vologèse est furieux qu'un étranger occupe le trône arménien mais hésite à restaurer son frère alors qu'il est engagé dans un conflit avec des Hyrcaniens en révolte. En 61, Tigrane envahit le nord de l'Adiabène. Son roi Monobaze II, théoriquement vassal de l'Arménie, mais en fait indépendant, demande le concours des Parthes pour se venger. Vologèse considère cet acte comme une agression romaine et lance une campagne visant à restaurer Tiridate sur le trône arménien. Il place sous le commandement du spahbod Monesès une force bien disciplinée de cataphractaires ainsi que des auxiliaires adiabènes, avec pour mission de chasser Tigrane d'Arménie. Après avoir maté la révolté hyrcanienne, il rassemble ses forces et marche sur l'Arménie. En ayant été informé, Corbulo envoie deux légions sous le commandement de Verulanus Severus et de Vettius Bolanus prêter main-forte à Tigrane. Il envoie également un message à Néron, lui enjoignant d'envoyer un second commandant pour défendre l'Arménie, considérant que la Syrie est à présent tout autant en danger. Corbulo dispose le reste des légions sur les rives de l'Euphrate et arme des troupes irrégulières dans les provinces adjacentes. La région étant peu alimentée en eau, il érige des forts sur les sources et comble les ruisselets avec du sable. Monesès marche sur Tigranocerte mais ne parvient pas à briser les défenses de la cité, ses troupes n'étant pas équipées pour un long siège. Corbulo pense alors tenter sa chance : il envoie un centurion du nom de Casperius au camp de Vologèse à Nisibe, à 60 km de Tigranocerte, avec pour mission de demander la levée du siège. En raison d'une récente tempête de sauterelles et du manque de fourrage de ses chevaux, Vologèse accepte mais exige l'Arménie afin qu'une paix durable soit instaurée. Plus précisément, il demande que les troupes romaines et parthes soient retirées, que Tigrane soit détrôné et que Tiridate soit reconnu roi. Rome décline l'offre et envoie Lucius Caesennius Paetus, gouverneur de Cappadoce, placer l'Arménie sous administration romaine directe,,. Paetus se révèle toutefois piètre commandant et essuie une défaite humiliante lors de la bataille de Rhandeia en 62, avec la perte des légions XII Fulminata commandée par Calvisius Sabinus et IIII Scythica commandée par Funisulanus Vettonianus.
La direction des troupes revient alors à Corbulo, qui fait entrer l'année suivante une forte armée en Mélitène et par-delà en Arménie, éliminant tous les gouverneurs régionaux soupçonnés d'être pro-parthes. Corbulo et Tiridate se rencontrent enfin à Rhandéia et commencent des pourparlers de paix. À son arrivée au camp romain, Tiridate retire son diadème royal et le dépose sur le sol, à proximité d'une statue de Néron, acceptant de ne le reprendre que de la main de l'empereur à Rome, à la demande même des Romains. Tiridate est reconnu roi vassal d'Arménie, une garnison romaine s'installe de manière permanente dans le pays, en Sophène, et Artaxata doit être reconstruite. Corbulo charge son beau-fils Annius Vinicianus d'accompagner Tiridate à Rome et de témoigner de sa propre fidélité envers Néron.

## Séjour à Rome

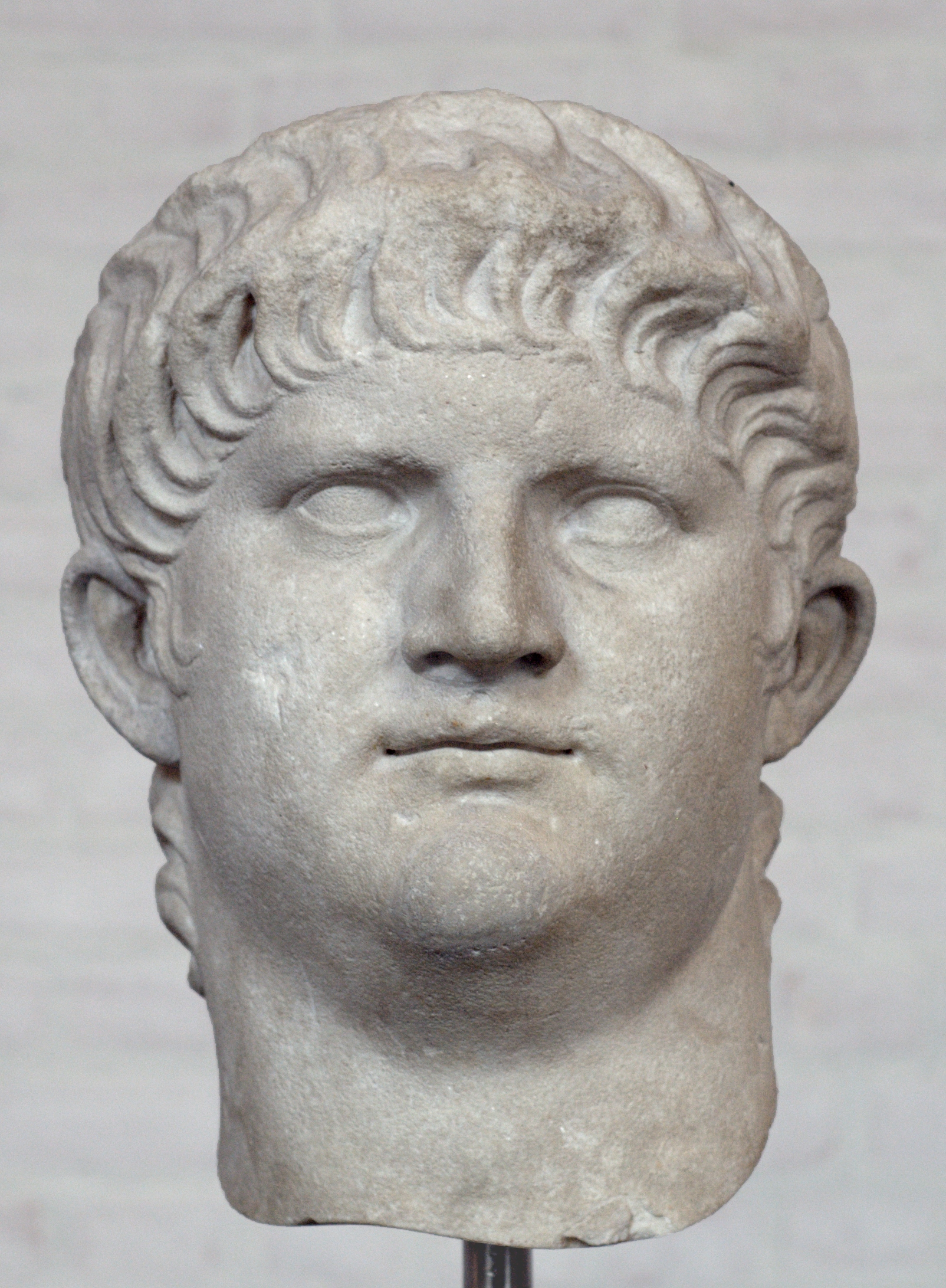
Néron, tête conservée à la Glyptothèque de Munich.

Avant de s'embarquer pour Rome, Tiridate rend visite à sa mère et à ses deux frères en Médie Atropatène et en Parthie. Durant son long voyage pour la Ville éternelle, il est accompagné par sa famille et une imposante suite, comprenant de nombreux vassaux et 3 000 cavaliers. Sa route passe par la Thrace, l'Illyrie, sur les côtes orientales de la mer Adriatique, et le Picenum, au nord-est de l'Italie. Le voyage dure neuf mois, Tiridate l'effectuant à cheval, ses enfants et la reine à ses côtés ; les autres enfants de Vologèse, Monobazès and Pacorus, l'accompagnent également. Fait notable, le voyage ne peut être maritime en raison des interdits liés à la fonction de mage de Tiridate.
Dion Cassius, un historien romain du début du IIIe siècle, décrit Tiridate de manière favorable à son arrivée : « Tiridate lui-même était dans la première partie de sa vie, une figure remarquable en raison de sa jeunesse, de sa beauté, de son ascendance, et de son intelligence. » Néron accueille Tiridate à Neapolis (Naples) en octobre, lui envoyant un char officiel pour les derniers kilomètres. Nul n'est autorisé à approcher l'empereur armé, mais Tiridate refuse de se désarmer (par compromis, il accepte cependant que son épée soit liée à son fourreau). À Puteolis (Pouzzoles), Néron donne des jeux en l'honneur de son invité, qui ne manque pas de s'illustrer au tir à l'arc. Cet épisode est la première apparition attestée de femmes gladiateurs : « Néron l'admira pour cette action (le refus de Tiridate de déposer son épée) et l'amusa de nombreuses façons, en particulier en lui offrant un spectacle de gladiateurs à Puteolis. Il fut dirigé par Patrobius, un de ses affranchis, qui réussit à en faire un événement fort brillant et coûteux, comme on peut le voir par le fait qu'un des jours n'apparurent que des Éthiopiens — hommes, femmes et enfants — dans le théâtre. »
Le point culminant des cérémonies se produit dans la capitale. Rome est copieusement décorée de drapeaux, de torches, de guirlandes et d'étendards, et est illuminée de nuit par de nombreuses personnes. Le jour de l'arrivée de Tiridate, Néron descend sur le Forum revêtu d'habits de triomphe et entouré de dignitaires et de soldats, tous resplendissants dans des atours coûteux et des armures scintillantes. Alors que Néron s'assied sur le trône impérial, Tiridate et sa suite s'avancent entre deux rangées de soldats. Arrivé devant le dais, Tiridate s'agenouille, les mains sur sa poitrine. Une fois le silence revenu, il s'adresse à l'empereur : « Ô maître, descendant d’Arsace et frère des rois Vologèse et Pacorus, je me reconnais ton esclave. Et je suis venu à toi, ô mon dieu, pour t’adorer tout comme j’adore Mithra. La destinée que tu as filée pour moi sera mienne, car tu seras ma Fortune et mon Destin. » Ce à quoi Néron répond : « Oui, tu as bien fait de venir à moi en personne ; c’est dans une telle rencontre face à face que je peux répandre ma grâce sur toi. Car ce que ni ton père ni tes frères ne t’ont légué ou donné, moi je t’en fais le don. Je te proclame roi d’Arménie, afin que toi et les tiens comprennent que j’ai la puissance de reprendre les royaumes tout comme j’ai celle de les donner ».
Tiridate gravit alors les marches de la plateforme et met genou en terre, tandis que Néron pose le diadème royal sur sa tête, le relève, l'embrasse et le fait asseoir à ses côtés, sur un siège plus bas. Entre-temps, la foule acclame les souverains alors qu'un préteur lui traduit les mots de Tiridate, qui s'est exprimé en grec. Selon Pline l'Ancien, Tiridate entretient Néron des cérémonies des mages (magicis cenis). Tacite mentionne également que le monarque arménien s'intéresse aux coutumes romaines.
Les festivités publiques continuent un certain temps. L'intérieur du théâtre de Pompée et ses pièces d'ameublement sont dorés spécialement pour l'occasion, raison pour laquelle cette période est appelée par la suite « les jours d'or ». Pendant la journée, Rome s'orne de pourpre en protection du soleil, et Néron prend part à une course de chars ; le soir, il chante et joue de la lyre, accompagné à la cithare. Tiridate est étonné et dégoûté par l'arrogance de l'empereur, ce qu'il confie à Corbulo, qu'il admire.
Pour commémorer ces événements, le Sénat octroie à Néron les lauriers et le titre d'Imperator. Aucune fête d'une telle ampleur et d'une telle splendeur n'est rapportée dans l'histoire de Rome. En plus des coûts faramineux des festivités, le Trésor supporte les frais occasionnés par le voyage et le séjour de Tiridate. En outre, Néron lui offre cinquante millions de sesterces,.

## Paix avec Rome et fin de règne
La paix prévaut alors dans l'empire, et Néron referme les portes du temple de Janus, signe de paix universelle. Lorsqu'il repart pour l'Arménie, Tiridate emmène avec lui un grand nombre d'architectes et d'artisans pour la reconstruction d'Artaxata, qu'il renomme Neronia en l'honneur de l'empereur, ; il embellit également la résidence royale de Garni de colonnades et de riches monuments ainsi que d'un nouveau temple. Le commerce croît, permettant à l'Arménie de sécuriser son indépendance par rapport à Rome. Celle-ci considère l'Arménie comme un allié fidèle, même après la mort de Néron et durant le règne de Vespasien en Orient.
La paix a été une victoire politique importante pour Néron, l'autorité de Rome sur l'Arménie étant reconnue par les Parthes, tout en réservant le trône à des Arsacides. Son dividende immédiat est que Rome peut porter toute son attention sur les problèmes croissants de la Judée, qui mènent à la première guerre judéo-romaine un an après le couronnement de Tiridate. Plusieurs légions sont déplacées de Syrie en Judée, ce qui n'aurait pas été possible autrement. Cette période de paix s'achève cependant cinquante ans plus tard, lorsque l'empereur Trajan envahit l'Arménie, en 114.
À la fin de son règne, Tiridate doit néanmoins faire face à une nouvelle menace : en 72, les Alains, des cavaliers nomades d'origine scythe, font une incursion en Médie Atropatène et dans divers districts de l'Arménie septentrionale. Tiridate et son frère Pacorus, roi de Médie Atropatène, leur font face au cours de plusieurs batailles ; durant l'une d'elles, Tiridate est presque capturé, échappant de peu au lasso qui l'encercle. Les Alains se retirent avec un butin conséquent.
La date exacte de la fin du règne de Tiridate n'est pas connue. Sa succession est incertaine, mais quelques sources de l'Antiquité tardive lui donnent pour successeur un certain Sanatrocès. Il est par contre établi qu'un parent de Tiridate, Axidarès, règne sur l'Arménie en 110.

## Tiridate dans la culture
Tiridate est un des personnages principaux dans les opéras Radamisto de Georg Friedrich Haendel et Octavia de Reinhard Keiser.